# Чемпіонат світу з хокею із шайбою 2020
Чемпіонат світу з хокею із шайбою 2020 — скасований чемпіонат світу з хокею із шайбою ІІХФ, який мав відбутись у Швейцарії 2020 року. Матчі планували грати у двох містах Цюриху та Лозанні.
На початку березня вперше озвучили рішення про можливе скасування турніру. 21 березня 2020 року чемпіонат світу був скасований через пандемію коронавірусу.

## Вибір господаря турніру
Рішення про господаря світової першості було прийнято 15 травня 2015 на конгресі Міжнародної федерації хокею ІІХФ, який проходив під час чемпіонату світу у Празі. Швейцарія вже приймала чемпіонати світу: 1935, 1939, 1953, 1961, 1971, 1990, 1998 та 2009 років, а також два чемпіонати світу у рамках Зимових Олімпійських ігор 1928 та 1948.
Найчастіше титул чемпіона світу на аренах Швейцарії здобували канадці — п'ять раз (1928, 1935, 1939, 1948, 1961), шведи вигравали світову першість двічі (1953, 1998), хокеїсти СРСР та їх правонаступники росіяни тричі (1971, 1990 та 2009).

## Арени
| Швейцарія         |                   |
| Цюрих             | Лозанна           |
| «Галленштадіон»   | Нова Арена        |
| Місткість: 11 200 | Місткість: 10 000 |
|                   |                   |

## Посів і групи
Посів команд у попередньому раунді визначався за результатами Світового рейтингу ІІХФ. Команди були розподілені по групах згідно з посівом (у дужках відповідна позиція у світовому рейтингу за підсумками чемпіонату світу 2019 року).
| Група A (Лозанна) - Канада (1) - Швеція (4) - Чехія (5) - Німеччина (7) - Словаччина (9) - Данія (12) - Білорусь (14) - Велика Британія (20) | Група B (Цюрих) - Росія (2) - Фінляндія (3) - США (6) - Швейцарія (8) - Латвія (10) - Норвегія (11) - Італія (16) - Казахстан (19) |

## Попередній раунд

### Група А
| Поз | Команда         | М | В | ВО | ПО | П | ГЗ | ГП | Різ | О | Кваліфікація або пониження |
| --- | --------------- | - | - | -- | -- | - | -- | -- | --- | - | -------------------------- |
| 1   | Канада          | 0 | 0 | 0  | 0  | 0 | 0  | 0  | 0   | 0 | Плей-оф                    |
| 2   | Швеція          | 0 | 0 | 0  | 0  | 0 | 0  | 0  | 0   | 0 | Плей-оф                    |
| 3   | Чехія           | 0 | 0 | 0  | 0  | 0 | 0  | 0  | 0   | 0 | Плей-оф                    |
| 4   | Німеччина       | 0 | 0 | 0  | 0  | 0 | 0  | 0  | 0   | 0 | Плей-оф                    |
| 5   | Словаччина      | 0 | 0 | 0  | 0  | 0 | 0  | 0  | 0   | 0 |                            |
| 6   | Данія           | 0 | 0 | 0  | 0  | 0 | 0  | 0  | 0   | 0 |                            |
| 7   | Білорусь        | 0 | 0 | 0  | 0  | 0 | 0  | 0  | 0   | 0 |                            |
| 8   | Велика Британія | 0 | 0 | 0  | 0  | 0 | 0  | 0  | 0   | 0 | Вибуває до Дивізіону IА    |

1. ↑  Збірна Білорусі, як господар чемпіонату світу — 2021 звільнена від вибуття з Топ-дивізіону.[7]

| 8 травня  | Канада          | – | Німеччина       | : | (:,:,:) |
|           | Швеція          | – | Чехія           | : | (:,:,:) |
| 9 травня  | Німеччина       | – | Велика Британія | : | (:,:,:) |
|           | Словаччина      | – | Данія           | : | (:,:,:) |
|           | Білорусь        | – | Чехія           | : | (:,:,:) |
| 10 травня | Велика Британія | – | Словаччина      | : | (:,:,:) |
|           | Канада          | – | Данія           | : | (:,:,:) |
|           | Швеція          | – | Білорусь        | : | (:,:,:) |
| 11 травня | Чехія           | – | Канада          | : | (:,:,:) |
|           | Німеччина       | – | Швеція          | : | (:,:,:) |
| 12 травня | Велика Британія | – | Данія           | : | (:,:,:) |
|           | Білорусь        | – | Словаччина      | : | (:,:,:) |
| 13 травня | Чехія           | – | Велика Британія | : | (:,:,:) |
|           | Канада          | – | Білорусь        | : | (:,:,:) |
| 14 травня | Данія           | – | Німеччина       | : | (:,:,:) |
|           | Швеція          | – | Словаччина      | : | (:,:,:) |
| 15 травня | Німеччина       | – | Білорусь        | : | (:,:,:) |
|           | Велика Британія | – | Канада          | : | (:,:,:) |
| 16 травня | Данія           | – | Білорусь        | : | (:,:,:) |
|           | Канада          | – | Швеція          | : | (:,:,:) |
|           | Словаччина      | – | Чехія           | : | (:,:,:) |
| 17 травня | Швеція          | – | Велика Британія | : | (:,:,:) |
|           | Німеччина       | – | Словаччина      | : | (:,:,:) |
| 18 травня | Білорусь        | – | Велика Британія | : | (:,:,:) |
|           | Чехія           | – | Данія           | : | (:,:,:) |
| 19 травня | Словаччина      | – | Канада          | : | (:,:,:) |
|           | Чехія           | – | Німеччина       | : | (:,:,:) |
|           | Данія           | – | Швеція          | : | (:,:,:) |

### Група В
| Поз | Команда       | М | В | ВО | ПО | П | ГЗ | ГП | Різ | О | Кваліфікація або пониження |
| --- | ------------- | - | - | -- | -- | - | -- | -- | --- | - | -------------------------- |
| 1   | Росія         | 0 | 0 | 0  | 0  | 0 | 0  | 0  | 0   | 0 | Плей-оф                    |
| 2   | Фінляндія     | 0 | 0 | 0  | 0  | 0 | 0  | 0  | 0   | 0 | Плей-оф                    |
| 3   | США           | 0 | 0 | 0  | 0  | 0 | 0  | 0  | 0   | 0 | Плей-оф                    |
| 4   | Швейцарія (H) | 0 | 0 | 0  | 0  | 0 | 0  | 0  | 0   | 0 | Плей-оф                    |
| 5   | Латвія        | 0 | 0 | 0  | 0  | 0 | 0  | 0  | 0   | 0 |                            |
| 6   | Норвегія      | 0 | 0 | 0  | 0  | 0 | 0  | 0  | 0   | 0 |                            |
| 7   | Італія        | 0 | 0 | 0  | 0  | 0 | 0  | 0  | 0   | 0 |                            |
| 8   | Казахстан     | 0 | 0 | 0  | 0  | 0 | 0  | 0  | 0   | 0 | Вибуває до Дивізіону IА    |

1. ↑  Збірна Латвії, як господар чемпіонату світу — 2021 звільнена від вибуття з Топ-дивізіону.[7]

| 8 травня  | Фінляндія | – | США       | : | (:,:,:) |
|           | Росія     | – | Швейцарія | : | (:,:,:) |
| 9 травня  | Італія    | – | США       | : | (:,:,:) |
|           | Латвія    | – | Норвегія  | : | (:,:,:) |
|           | Швейцарія | – | Казахстан | : | (:,:,:) |
| 10 травня | Росія     | – | Норвегія  | : | (:,:,:) |
|           | Казахстан | – | Латвія    | : | (:,:,:) |
|           | Фінляндія | – | Італія    | : | (:,:,:) |
| 11 травня | США       | – | Росія     | : | (:,:,:) |
|           | Швейцарія | – | Фінляндія | : | (:,:,:) |
| 12 травня | Казахстан | – | Норвегія  | : | (:,:,:) |
|           | Італія    | – | Латвія    | : | (:,:,:) |
| 13 травня | США       | – | Казахстан | : | (:,:,:) |
|           | Росія     | – | Італія    | : | (:,:,:) |
| 14 травня | Норвегія  | – | Швейцарія | : | (:,:,:) |
|           | Фінляндія | – | Латвія    | : | (:,:,:) |
| 15 травня | Казахстан | – | Росія     | : | (:,:,:) |
|           | Швейцарія | – | Італія    | : | (:,:,:) |
| 16 травня | Латвія    | – | США       | : | (:,:,:) |
|           | Норвегія  | – | Італія    | : | (:,:,:) |
|           | Росія     | – | Фінляндія | : | (:,:,:) |
| 17 травня | Фінляндія | – | Казахстан | : | (:,:,:) |
|           | Швейцарія | – | Латвія    | : | (:,:,:) |
| 18 травня | Італія    | – | Казахстан | : | (:,:,:) |
|           | США       | – | Норвегія  | : | (:,:,:) |
| 19 травня | Латвія    | – | Росія     | : | (:,:,:) |
|           | Норвегія  | – | Фінляндія | : | (:,:,:) |
|           | США       | – | Швейцарія | : | (:,:,:) |